# Ухилення від сплати податків
Ухи́лення від спла́ти пода́тків — використання незаконних прийомів зменшення розміру податкового зобов'язання.
Ухилення від сплати податків здійснюється платником податків, як правило, шляхом скорочення доходу чи іншого предмету оподаткування, неподання чи не повного подання документів, необхідних для обчислення податку чи подання не достовірних документів, незаконного отримання податкових пільг та інших преференцій, здійснення інших дій, що суперечать закону. Незаконне зменшення суми податків може бути наслідком заниження податкової бази з того чи іншого податку (податку на додану вартість, податку на прибуток підприємств, податку з доходів фізичних осіб…). В даному випадку сума нарахованого податку буде нижчою, ніж повинна бути насправді. В кінцевому результаті, платник податків подає до податкової інспекції декларацію з завідомо неправдивими даними. За такі дії передбачена податкова, адміністративна, кримінальна відповідальність.
Головною відмінністю податкової оптимізації від ухилення від сплати податків є використання платником податків дозволених чи незаборонених законодавством способів зменшення суми податкових платежів, не порушуючи при цьому законодавство. У зв’язку з цим, такі дії платника податку не є податковим правопорушенням чи злочином, і, відповідно, не тягнуть за собою несприятливих наслідків для платника податку, таких як донарахування податків, а також накладення фінансових санкцій та нарахування пені.